# Jan Hála (malíř)

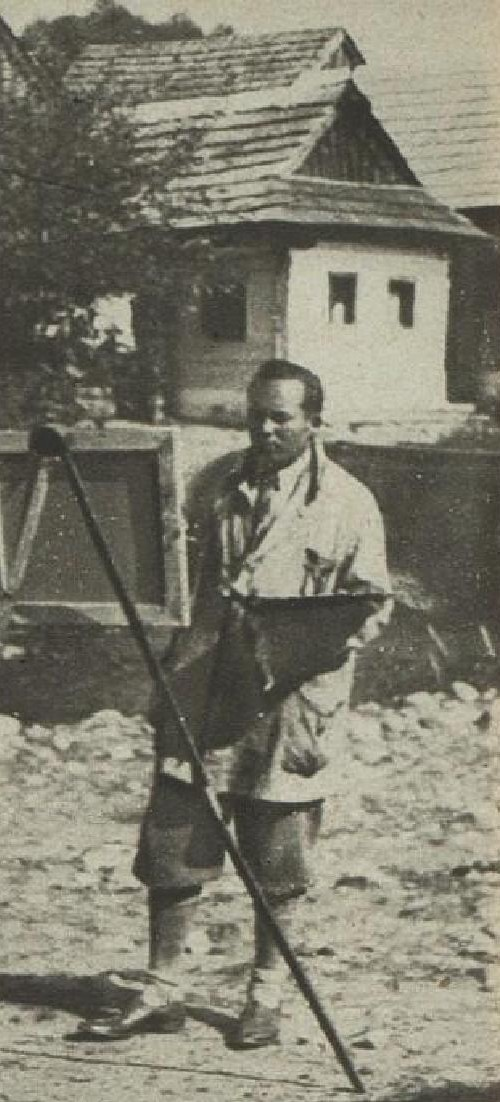
Malíř Jan Hála ve Važci při práci (kol. 1930

Jan Hála, křtěný Jan Antonín (19. ledna 1890 Blatná – 17. května 1959 Važec) byl český a slovenský malíř, grafik ilustrátor a spisovatel.

## Život
Narodil se v jihočeském městě Blatná v rodině pekařského mistra Jana Hály a od mládí se u něho projevovalo umělecké cítění. Absolvoval obecnou školu v Blatné a následně gymnázium v Českých Budějovicích, kde v roce 1909 maturoval a odešel studovat do Prahy. Krátce studoval na filozofické fakultě Univerzity Karlovy historii a soukromě se školil v malířské škole F. Engelmüllera. V letech 1910-1916 studoval na pražské malířské akademii u prof. V. Bukovce a M. Pirnera a po absolvování akademie se věnoval převážně krajinomalbě v rodném kraji. V roce 1922 navštívil Most, kde i sfáral do dolu a vytvořil zde díla s motivy hornické práce. Napřesrok zavítal na Slovensko, navštívil podtatranskou obec Važec, byl okouzlen krajinou a blízkým okolím a zůstal zde po celý svůj život. V roce 1925 se stal členem Spolku slovenských výtvarných umělců a v následujícím roce byl ve Vážci spoluzakladatelem „Tovarišstva výtvarných umění Tatran“.
- V letech 1928-1934 vydal Hála několik knih s vlastními ilustracemi:
  - Podtatranská dědina
  - čítanku Cestička
  - Ze života podtatranské dědiny
  - Pod Tatrami
  - Vánoce ve Važci
  - Památce starého Važce
- Psal vlastní ilustrované fejetony o Važci a rovněž přispíval do mnoha novin, jako například: Lidové noviny, Venkov, Slovenské pohľady, Elán a další.

Roku 1929 se Jan Hála oženil s Annou Marií Chlupsovou, měli spolu 3 děti, nejmladší syn Jan Mikuláš Hála (*1937) je rovněž malířem-restaurátorem. Pro Národní muzeum v Martině namaloval cyklus - "Len" a v roce 1939 pro československý zemědělský pavilon pro světovou výstavu v New Yorku, velký vlys s názvem - "Tance". V roce 1938 byl na základě rozpadu Československa po Mnichovském diktátu Hála vypovězen z tehdejšího Slovenského štátu do Čech a tak odešel do rodné Blatné, ale už v roce 1940 na četné žádosti obyvatel Važce se mohl vrátit a žít zde dál. V roce 1944 se zúčastnil Slovenského národního povstání, po jeho potlačení byl krátce ve vyšetřovací vazbě a později byl za účast v SNP vyznamenaný „Zlatou hviezdou partizánskeho oddielu Vysoké Tatry“. Jan Hála zemřel v květnu 1959 ve Važci.
Jan Hála ve své tvorbě po celý svůj život čerpal náměty ze života obyvatel Važce, tvořil rovněž obrazy figurální, podobizny a ztvárňoval motivy z jižních Čech a z pod Tater. Kromě malby se věnoval i literární tvorbě a knižní ilustraci. Patřil k zakladatelům moderní slovenské ilustrační tvorby pro děti. Byl spolu s malířem Jaroslavem Augustou prvním českým výtvarníkem, který se trvale usadil na Slovensku a stál při počátcích naší společné výtvarné kultury 20. století.

## Dílo (výběr)
Vytvořil stovky kreseb, olejomaleb a ilustrací knih

### Knižní ilustrace
- Božena Němcová: Chyže pod horami
- Jožo Nižnánsky: Studňa lásky
- Oľga Harmanová: Cupinôžka
- Štefan Rysuľa: Podtatranské obrázky
- Jindřich Šimon Baar: Jan Cimbura

### Olejomalby
- Vianoce vo Važci
- Pamiatke starého Važca
- Važecké deti - akvarel
- Važecký betlém

## Výstavy (výběr)

### Autorské
- 1980 - Jan Hála: Obrazy z Blatenska, Městské muzeum, Blatná
  - Jan Hála, Muzeum dělnického revolučního hnutí jižních Čech, České Budějovice
- 1982 - Jan Hála: Výběr z díla, Staroměstská radnice, Praha
- 1990 - Jan Hála 1890-1959: Súborné dielo, Slovenská národná galéria, Bratislava
- 2000 - Jan Hála, Galéria Petra Michala Bohúňa, Liptovský Mikuláš

### Společné
- 1928 - Československé výtvarné umění 1918 - 1928, Brno (Brno-město), Brno
- 1954 - Výstava současného československého umění, Akademie umění SSSR, Moskva
- 1955/1956 - Deset let československé lidově demokratické republiky ve výtvarném umění: Malířství, Městská knihovna Praha, Praha
  - Deset let československé lidově demokratické republiky ve výtvarném umění: Ilustrace,Palác Kinských, Praha
- 1957 - Vysoké Tatry a podtatranský lid v díle Jána Hály a Jaroslava Votruby, Obecní dům, Praha
- 1960 - Výtvarní umělci Liptova k 15. výročiu oslobodenia ČSR, Galéria Petra Michala Bohúňa, Liptovský Mikuláš
  - Současné slovenské umění 1945 - 1960, Dům umění, Olomouc
- 1975 - Expoziţia de Pictură Cehă şi Slovacă din Secolul al XX-lea, Muzeul Național de Artă al României - MNAR, Bukurešť
- 1983 - Prírastky GMB z rokov 1970-1982, Mirbachov palác, Bratislava